# Palazzo delle Scintille
Palazzo delle Scintille è un edificio di Milano che nel corso della sua storia ha svolto diverse funzioni, da palazzetto dello sport, a padiglione 3 della Fiera di Milano per poi essere incluso, previa ristrutturazione, nel complesso residenziale e commerciale CityLife.

## Storia
È stato il primo palazzo dello sport della città di Milano, progettato da Paolo Vietti-Violi in stile Liberty e inaugurato nell'aprile del 1923. Nei pressi del padiglione furono edificati di lì a poco l'Ippodromo del galoppo di San Siro, il Lido di Milano e il Velodromo Vigorelli. Il 19 marzo 1933 vi fu allestito il primo incontro di pugilato in Italia con in palio un titolo mondiale, tra il detentore della corona dei pesi gallo, il panamense Panama Al Brown e l'italiano Domenico Bernasconi. 
Nel 1935 fu convertito in padiglione della Fiera di Milano, evento legato al trasferimento di quest'ultima nel quartiere Portello, che avvenne a partire dal 1923, sullo stesso luogo dove si tenne l'Esposizione internazionale di Milano del 1906. Nel 1946 ospitò la stagione estiva del Teatro alla Scala in fase di ricostruzione dopo il bombardamento del 1943. 
Nel 2021 l'edificio è diventato il centro vaccinale più grande d'Italia per la somministrazione del vaccino anti COVID-19.

## Descrizione
L'edificio nel punto più elevato della cupola ellittica costruita in vetro e metallo è alto 32 metri, con una pianta rettangolare che può ospitare manifestazioni di vario tipo, esposizioni fieristiche e gare sportive. Può ospitare fino a 18 000 visitatori.